# Francisco Lagos Cházaro
Francisco Jerónimo de Jesús Lagos Cházaro Mortero (Tlacotalpan, 20 september 1878 – Mexico-Stad, 13 november 1932) was een Mexicaans politicus en advocaat. In 1915 was hij gedurende een aantal maanden provisorisch president van Mexico.
Lagos Cházaro werd geboren in een familie van grondbezitters uit de staat Veracruz. Daar zijn moeder overleed toen hij nog jong was, werd hij opgevoed door zijn oom en tante. Hij studeerde rechten in Veracruz en Mexico-Stad. In 1909 sloot hij zich aan bij de Nationale Antiherverkiezingspartij (PNA). Na de overwinning van Madero werd hij tot gouverneur van Veracruz verkozen. Na de omverwerping van en de moord op Madero zag hij zich gedwongen af te treden en sloot hij zich aan bij Venustiano Carranza, die hem tot voorzitter van het hooggerechtshof van Coahuila benoemde.
Na de breuk in het revolutionaire leiderschap sloot hij zich aan bij Pancho Villa, en richtte hij het tijdschrift Vida Nueva (Nieuw Leven) op. Tijdens de conventie van Aguascalientes was hij secretaris van president Roque González die hem tot zijn opvolger noemde bij het aftreden. Hij werd tijdelijk president op 10 juni 1915. Toen Carranza's Constitutionalistisch Leger, geleid door Pablo González Mexico-Stad dreigde in te nemen verplaatste de conventie de hoofdstad naar Toluca. In oktober 1915 werd de conventie ontbonden. Lagos Cházaro poogde naar het noorden te vluchten om zich te herenigen met Villa. Dit mislukte en hij vluchtte naar Manzanillo, en later naar Centraal-Amerika.
In 1920 keerde hij terug naar Mexico, waar hij tot zijn dood in 1932 als advocaat werkte.